# Sabellida
Sabellida — ряд багатощетинкових червів, що складається з 6 родин прикріплених червів. Відомо багато глибоководних представників цієї групи, що живуть біля термальних джерел (наприклад, погонофори).

## Опис
До представників ряду належать черви-фільтратори, у яких повністю редукована травна система. Простоміум злитий з перистоміумом і несе кільце з перистих щупалець. Черви живуть у трубках, які будують з піщинок, склеюючи їх слизом.

## Родини
- Родина Oweniidae
- Родина Sabellariidae
- Родина Sabellidae
- Родина Serpulidae
- Родина Siboglinidae
- Родина Spirorbidae